# آلمره استاد
آلمره استاد (به هلندی: Almere Stad) یک منطقهٔ مسکونی در هلند است که در آلمیره واقع شده‌است. آلمره استاد ۱۱۳٫۸۳۸ نفر جمعیت دارد.